# Marcellois
Marcellois ist eine französische Gemeinde mit 45 Einwohnern (Stand 1. Januar 2022) im Département Côte-d’Or in der Region Bourgogne-Franche-Comté. Sie gehört zum Kanton Semur-en-Auxois und zum Arrondissement Montbard. 
Sie grenzt im Westen und im Nordwesten an Uncey-le-Franc, im Nordosten an Avosnes und im Südosten und im Süden an Saint-Mesmin.

## Siehe auch

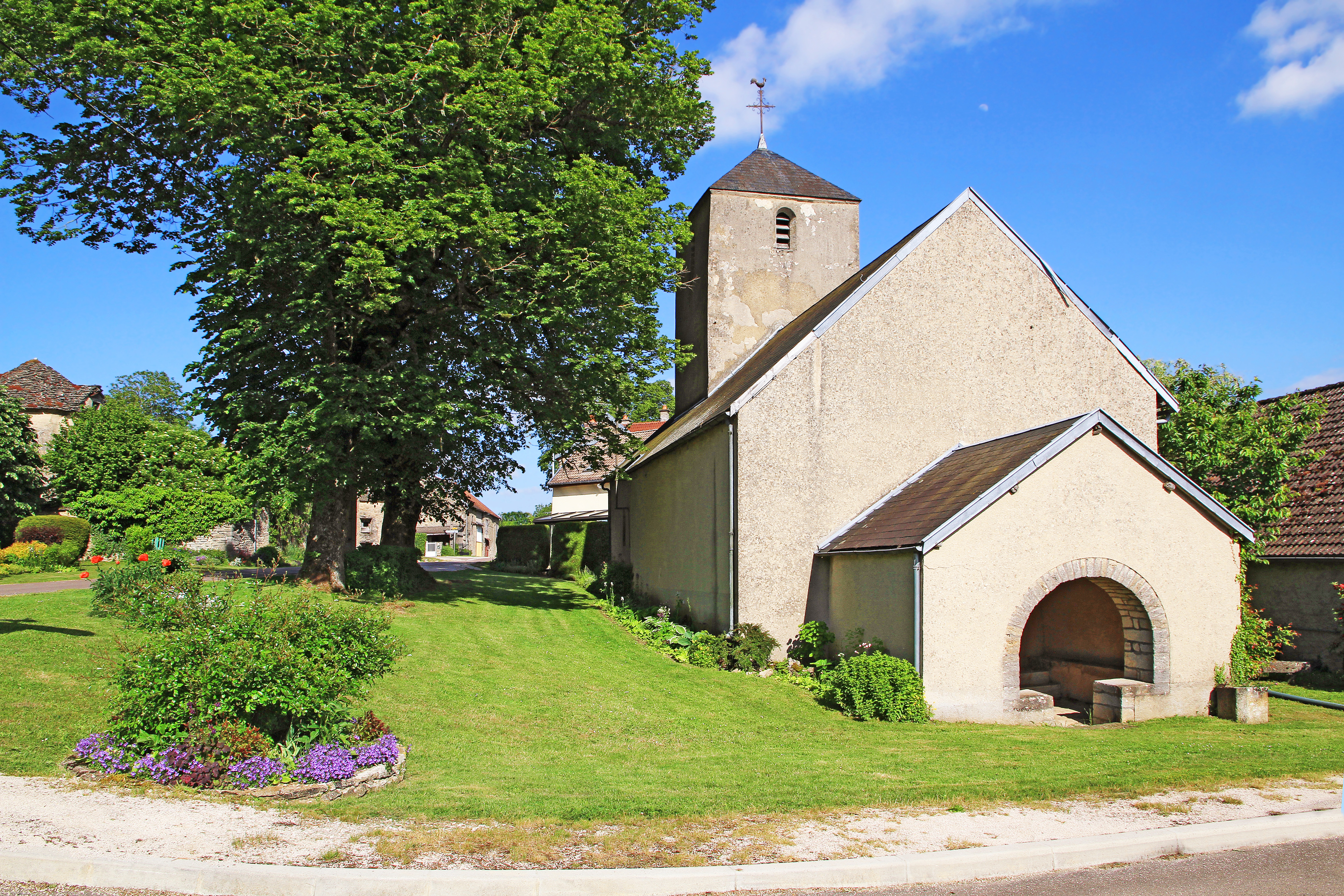
Geburtskirche (Église de la Natibité)

## Bevölkerungsentwicklung
| Jahr                       | 1962 | 1968 | 1975 | 1982 | 1990 | 1999 | 2008 | 2015 |
| -------------------------- | ---- | ---- | ---- | ---- | ---- | ---- | ---- | ---- |
| Einwohner                  | 42   | 35   | 29   | 24   | 23   | 24   | 33   | 49   |
| Quellen: Cassini und INSEE |      |      |      |      |      |      |      |      |